# Coelioxys bifoleata
Coelioxys bifoleata là một loài Hymenoptera trong họ Megachilidae. Loài này được Pasteels mô tả khoa học năm 1968.